# Singuri acasă 2
Singuri acasă 2 este un film de animație 3D din anul 2019 produs de studioul Illumination, regizat de Chris Renaud, co-regizat de Jonathan del Val și scris de Brian Lynch. Este continuarea filmului Singuri acasă (2016) și al doilea film din franciza cu același nume. Distribuția îi reunește pe Patton Oswalt (care îl înlocuiește pe Louis C.K.), Kevin Hart, Eric Stonestreet, Jenny Slate, Tiffany Haddish, Lake Bell, Nick Kroll, Dana Carvey, Ellie Kemper, Chris Renaud, Tara Strong, Michael Beattie, Hannibal Buress, Bobby Moynihan, și Harrison Ford. În limba română dublează Mihai Găinușă (Norman).